# George Everest
Sir George Everest (Crickhowell, Wales, 1790. július 4. – London, Anglia, 1866. december 1.) brit földmérő, ő fejezte be India geodéziai háromszögelését, amelyen a szubkontinens pontos feltérképezése alapult. William Everest és felesége, Lucette legidősebb fia, hat gyermekük közül a harmadik.

## Életpályája
Everest már az angliai katonai iskolákban (Royal Military College, Marlow, Royal Military Academy, Woolwich) kitűnt a műszaki tárgyakból, majd 1806-ban belépett a Brit Kelet-indiai Társaságba, és a következő hét évben Bengáliában a tüzérségnél szolgált hadnagyi rangban. Matematikai és mérnöki tehetsége miatt Stamford Raffles kérte fel, hogy Holland Kelet-India brit megszállása idején ő végezze el Jáva felmérését (1814–16). 1816-tól Indiában a folyami hajózás szervezésével foglalkozott. 1818-tól 1843-ig mindvégig India térképészeti felmérésén dolgozott – bár nem folyamatosan Indiában –, 1823-tól főfelügyelőként, 1830-tól pedig a földmérők főnökeként. Utóbbi minőségében bevezette a legpontosabb korabeli műszerek használatát. Speciális problémákkal kellett szembenéznie a felmérendő térség hatalmas mérete, a terepviszonyok és az időjárás miatt.
A vállalkozáshoz eredetileg egy Cary gyártmányú, 36 másodperc pontosságú teodolit, egy Ramsden-féle zenitmérő, egy 100 láb (31,6 méter) hosszú acéllánc és egy kronométer állt rendelkezésére. Magában a teodolit meghaladta az 1000 font tömeget (több mint 454 kg) és két egymást követő baleset során súlyosan megrongálódott, mindkétszer nagyjavításra szorult. A láncot 1798-ban kalibrálták utoljára, a zenitmérő paránycsavarja rosszul működött. Ezen körülmények miatt a munkát 1823-ban felfüggesztették. Everest 1825 novemberében visszatért Angliába és a következő öt évben a földmérési műszerek, a távolságmérés és a matematikai apparátus (gömbi kompenzációk) fejlesztésén dolgozott. Ekkor készült egy továbbfejlesztett 36 másodperces teodolit, hat kisebb mérőműszer és egy új zenitmérő. A fejlesztések a kisebb méret, megbízhatóbb terepi használat irányába mutattak, tehát nem nagyobb pontosságot, hanem könnyebb kezelhetőséget és olcsóbb berendezést értek el az új felszereléssel. Az építőiparban használatos eszközök alapján egy mindössze 5 cm átmérőjű eszközt tervezett, amellyel a másodlagos háromszögelést (az alappontokon belüli alappontsűrítést) már el lehetett végezni.
Ezek mellett a logisztikai részleteken is töprengett, egy tanulmányában kimutatta, hogy olcsóbb egy földmérési műszereket előállító és javító műhelyt üzemeltetni Indiában, mint minden meghibásodással Angliába szaladni. Everestet 1827-ben beválasztották a Royal Society tagjai közé.
1830 júniusában tért vissza a mérési területre. Az első év a szervezéssel telt el, valamint a lehető legnagyobb pontossággal kívánta megállapítani a kiindulási hely földrajzi koordinátáit. Ekkor még kevés terepmunkán vett részt. A második bázispontot több mint 400 mérföldre (több mint 644 km) jelölték ki, ezek között kezdték meg a háromszögelést. Ez a terület az India déli csücskén fekvő Comorin-foktól a 11,5 fok hosszúságú délkörív mentén elterülő nagy síkság. A nagy méretű főteodolitot 50 méternél magasabb tornyokban állították fel, amelyek 30–50 mérföldre (50–80 kilométerre) helyezkedtek el egymástól. Ez a távolság már olyan nagy, hogy legtöbbször napközben nem is mérhettek a levegő rezgése miatt, hanem éjszaka, kék jelzőfények mellett mértek.
A mérések végpontja az Uttar Prades-i Kalianpurban volt, ahol Everest csillagászati módszerekkel pontosította mérései eredményét. A munkát betegsége miatt nem fejezte be, helyette Andrew Waugh vette át a feladatot. A záróhiba számolásának eredménye szerint a 425 mérföldes (körülbelül 684 kilométer) távon 85 háromszöget vettek fel, ahol a 41 578 láb (13 139 m) hosszú alapvonalon 11,4 centiméteres hiba adódott. Ez a korabeli technológia csúcsteljesítménye és a nagy pontosságú alapos mérések eredménye.
1848-ban a Royal Astronomical Society kitüntetésben részesítette a fejlődésben és emberi tudás gyarapításában elért eredményeiért. Sir John Herschel adta át a díjat elismerő szavak kíséretében. 1861-ben lovaggá ütötték. Tiszteletére Andrew Waugh nevezte el 1865-ben az addig Peak XV néven ismert hegycsúcsot, a Mount Everestet.